# 平方ヤード
平方ヤード（へいほうヤード、square yard）は、ヤード・ポンド法における面積の単位である。1 平方ヤードは、一辺 1ヤードの正方形の面積と定義される。
1 ヤードは 3 フィート、36 インチであることから、1 平方ヤードは 9 平方フィート、1,296 平方インチとなる。1 ヤードが正確に 0.9144 m であるので、1 平方ヤードは正確に 0.83612736 平方メートルとなる。
1平方ヤードは以下に等しい。
- 8.361 273 6 × 108 平方ミリメートル
- 8.361 273 6 × 103 平方センチメートル
- 0.836 127 36 平方メートル
- 8.361 273 6 × 10-3 アール
- 8.361 273 6 × 10-5 ヘクタール
- 8.361 273 6 × 10-7 平方キロメートル

- 1,296 平方インチ
- 9 平方フィート
- 1/4,840 エーカー = 約 2.066 12 × 10-4 エーカー
- 1/3,097,600 平方マイル = 約 3.228 31 × 10-7 平方マイル